# Kníže Lech
Kníže Lech je legendární postava českých a především polských dějin. Podle pověsti přivedl Poláky do Polska a založil Hnězdno. Zatímco v českých pověstech vystupuje jako mladší bratr slavnějšího Čecha, v Polsku je tomu naopak – je zde přirozeně pokládán za staršího z obou bratrů. Trojici v některých pramenech doplňuje ještě bratr Rus, jenž byl praotcem východoslovanských národů (Rusů, Ukrajinců a Bělorusů).

## Česká, lidová verze pověsti

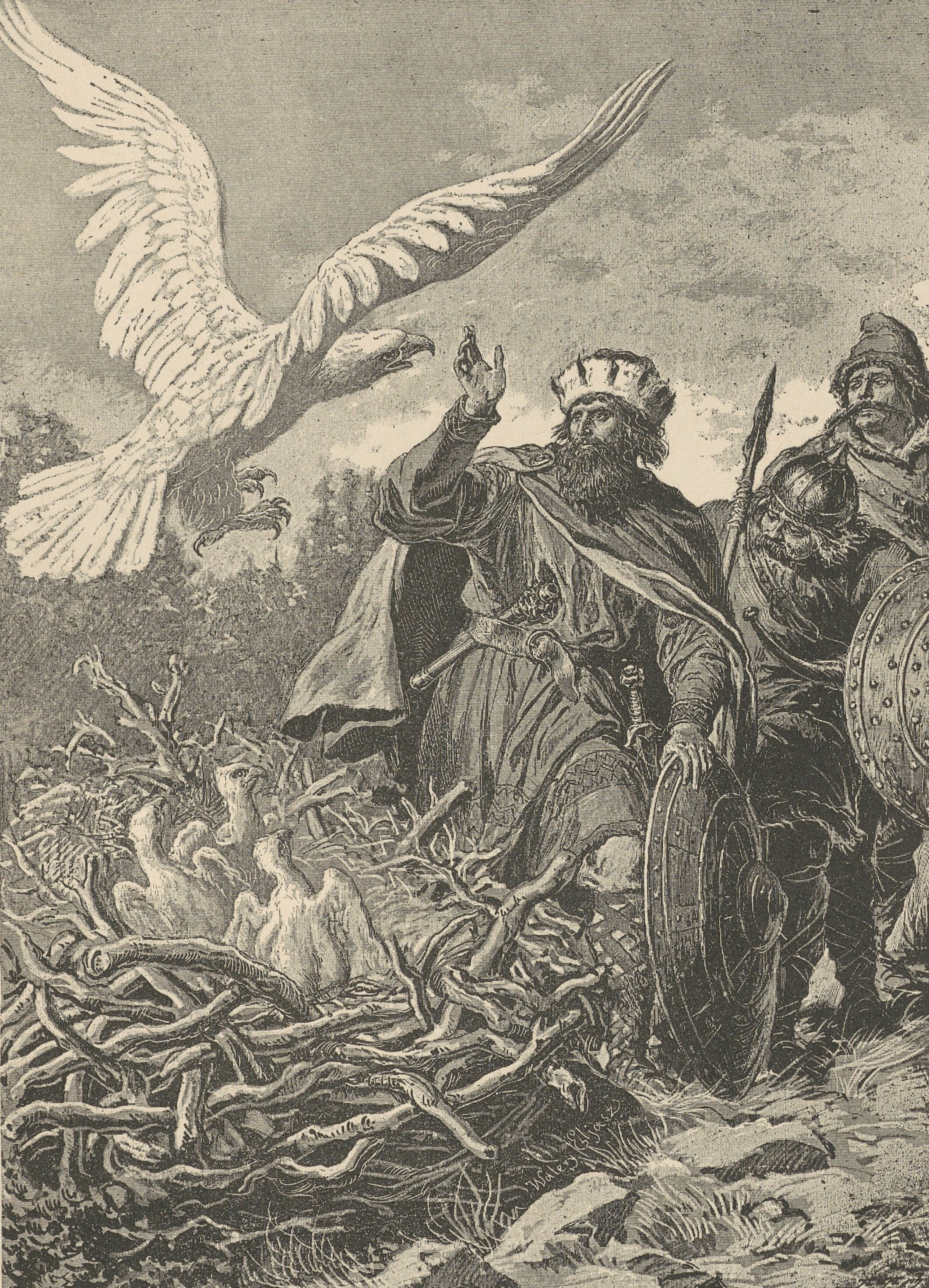
Lech s bratry Čechem a Rusem

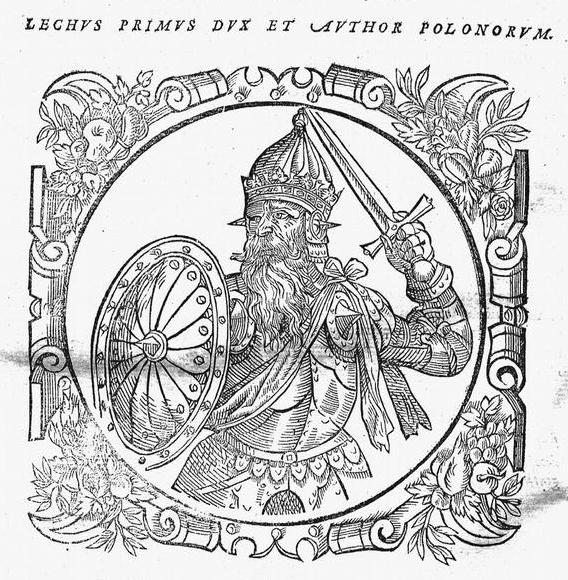
Lech I

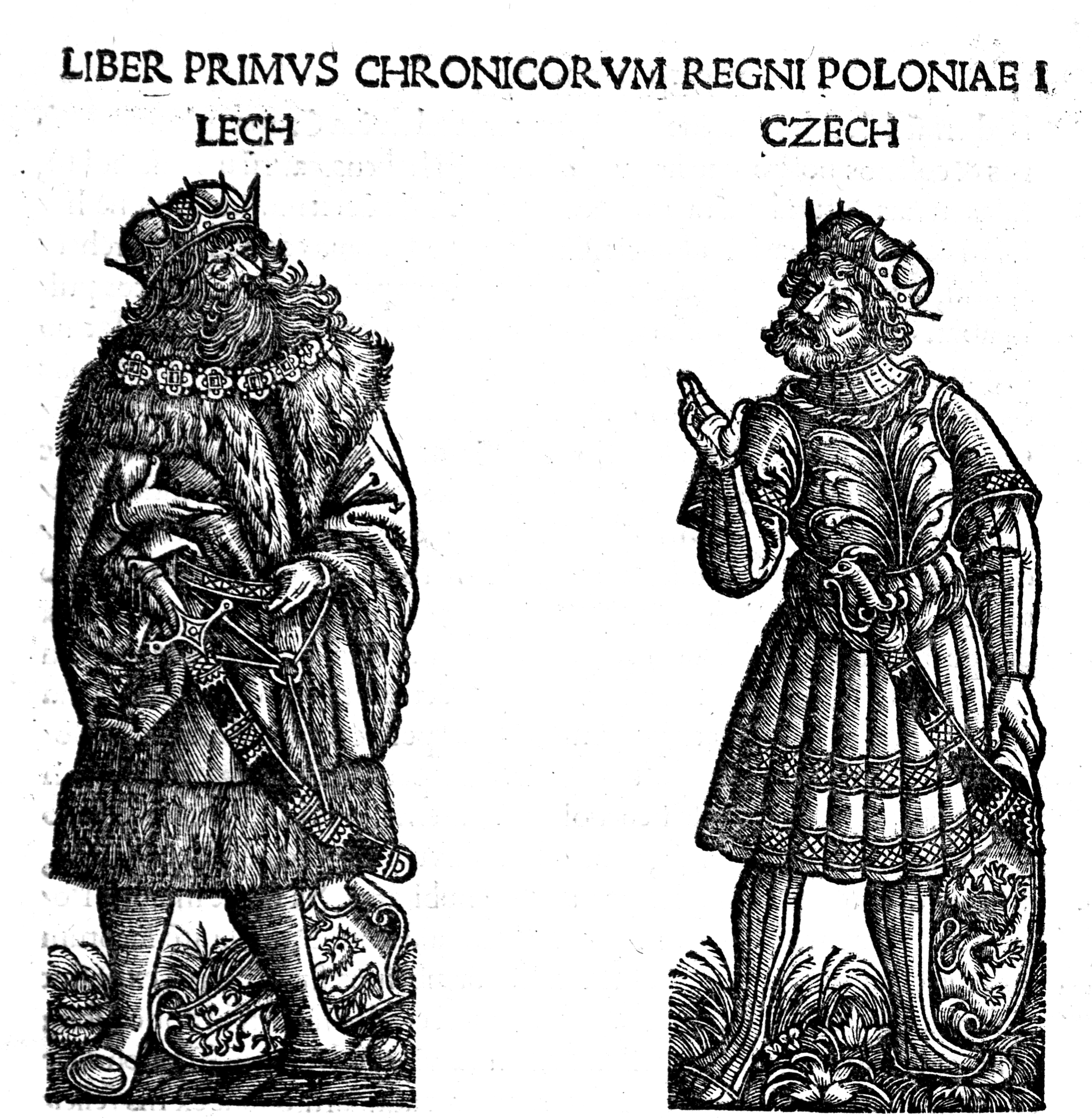
Chronica Polonorum: Lech a Čech dřevoryt z Kroniky Matěje Miechowita

Lech přišel v dávných časech na české území společně s bratrem a velkou družinou. Několik let žil společně s Čechem nedaleko hory Řípu, když si pak umínil odebrat se se svou čeledí dále na východ. Vojvoda Čech a celý lid ho neradi pouštěli a prosili jej, aby neodcházel daleko, aby jim v případě napadení mohl přispěchat na pomoct. Lech slíbil, že daleko nepůjde a že jim dá znamení, kde se nachází, pomocí velkého ohně, který oni budou moci vidět z hory Říp. Tak Lech učinil a podle velkého kouře nazval místo, kde se usadili, Kouřim. Tam je po něm pojmenovaná rulová skalka – Lechův kámen. Po Čechově smrti lidé neměli svého správce a to vedlo k mnohým sporům a bojům. Protože se zlo čím dál více šířilo, sešli se starší rodu a usnesli se, že musí najít správce pro tuto zemi. Rozhodli se pro Lecha, ten však tuto nabídku odmítl se slovy, že neplánuje dlouho zůstat v Kouřimi, ale poradil jim, ať zkusí požádat Kroka, starostu mocného rodu. Lech potom poslal posly, aby šli obhlédnout krajinu na východ, ti se vrátili s chválou té země. Tak se Lech rozloučil s Krokem, a se svou rodinou a čeledí se vydal do krajů označených posly. A usadil se v dnešním Polsku, kde založil města jako Hnězdno a Krakov.

## Prameny, které se týkají Lecha, a jejich různé pojetí událostí
Letopisy království Franků (805)
Ve franských letopisech je k roku 805 zmínka, že vojenská výprava vyslaná Karlem I.Velikým zabila jakéhosi slovanského vůdce „Lecha“ či "Běcha", přibližně někde na území dnešních Čech. Panuje však značná pravděpodobnost, že toto jméno vzniklo jako chyba v překladu a ve skutečnosti bylo slovanským označením funkce, obdobně jako například vladyka.
Kronika velkopolská
Není zcela jasné, kdy byla tato latinsky psaná kronika napsána. Dovedena je do roku 1273, napsal ji snad v letech 1283–1296 Godzisław Baszko, další významné úpravy zřejmě proběhly v letech 1377–1384. Podle jiných historiků ji ovšem vytvořil Janko z Czarnkowa až ve druhé polovině 14. století. To komplikuje situaci okolo Lecha zejména ve vztahu k českým kronikám, neboť není jasné, které prameny jsou původnější.
Podle této Kroniky velkopolské jsou Slované potomci Jávana, syna Jáfetova, syna Noemova. Jejich Pravlastí je Panonie, jejíž název je odvozován od jejího vládce, Pána. Ten měl tři syny – nejstaršího Lecha, prostředního Rusa a nejmladšího Čecha, kteří se rozhodli vydat na sever.
Lech putuje rovinatou zemí, která je nazvána právě podle svého rovinatého charakteru Polsko. V jednom kraji se mu zalíbí a se slovy „Zde uvijeme hnízdo“ založí Hnězdno – polsky Gniezno.
Kronika tak řečeného Dalimila (kolem roku 1310)
První česky psaná kronika – slovo „lech“ je zde v pověsti o příchodu praotce Čecha použito jako jeho přídomek, snad právě jako označení vůdcovské funkce: V srbském jazyku jest země, jiež Charvátci jest jmě. V tej zemi bieše lech, jemuž jmě bieše Čech.
Kronika Přibíka Pulkavy z Radenína (cca 1374)
Patrně první česká zmínka o Lechovi jako samostatné postavě – za zmínku jistě stojí, že i tato kronika byla v původní verzi psána latinsky (ačkoliv ji sám Pulkava později přeložil do češtiny, ovšem poměrně nepřesně), což by mohlo napovídat teorii o vzniku postavy Lecha jako chyby v překladu.
Podle Pulkavy Lech přišel spolu s Čechem z Charvátska a sám pak pokračoval dále do Polska. Není zde ještě jednoznačně uvedeno, že se jednalo o bratry. …Takž pak i byl jest jeden člověk v Charvátiech jménem Čech, jenžto pro vraždu nad jedniem pánem znamenitým učiněnú, z těch krajin Charvatské země postúpiv i s bratří a s tovařistvem svým, bral sě jest hledat sobě vlasti nové, v niěž to by bezpečně bydliti mohl. (…) Bratr pak Čechóv nebo tovařiš jménem Lech, jenž s ním přišel bieše, přešel jest přěs sněžné hory, ješto Čechy dělé s Polskem, i uzřel jest velmi velikú a dlúdhú až do mořě roveň; i posadil sě jest tu, a tak pokolením svým naplnil ji…
Podle spisů Anály Długoszovy (1415–1480)
Byla pozdější metropole kmene Polanů – Gniezno – založena v místech blízko jezer, kde hnízdili orli. Případně se nové město mělo stát hnízdem (ochranným útočištěm) pro nový lid. Po smrti Lechově vládli Polsku jeho potomci, ale, podle Długosze, jejich osudy, činy a války nebyly zaznamenány jako u jiných národů.
Kronika Václava Hájka z Libočan (1541)
Václav Hájek uvádí celou řadu zdánlivě přesných dat a údajů. Jeho kroniku je ale třeba číst spíše jako beletrii, která nemá zvláště v pasážích počátku českých dějin s dějinami mnoho společného.
Hájek popisuje již život knížecích bratrů Čecha a Lecha v charvátské pravlasti, odkud přišli: …Kronikáři pak někteří, muží víry hodní, jako Filip Kalimachus a mistr Matěj Měchovský i jiní, to pilně z starých kronik vyhledavše vypisují, že času jednoho v té krajině charvatské byli dva bratří vlastní, knížata, jímžto byla jména jednomu Čech a druhému Lech. On Lech měl své sedění na hradě řečeném Krapina, kterýžto dodnes stojí. Starší bratr, totiž Čech, měl svuoj byt na hradě řečeném Psáry nad potokem prudkým, kterýž Krupá slove...
Do Čech podle Hájka oba bratři dorazili roku 644. Roku 673 vyslal Lech průzkumníky do krajin dnešního Polska a ti se vrátili s chválou navštívené země za řekou Odrou. Roku 674 se Lech rozhodne vzdát svého kouřimského knížectví a předává je Bořislavovi. Se svými lidmi, kteří se podle něj budou nadále nazývat Lechité, a se svou těhotnou ženou Čimislavou se vydává na cestu. Cestou porodí Čimislava svému muži syna, kterého nazývají Krokem. Po něm také nazývá jeden ze svých hradů Krokov.
Lužický pastor – Josef Ladislav Píč (1847–1911)
Historik, archeolog, tvůrce pravěkých sbírek Národního muzea a autora díla Starožitnosti země české uvádí: Neníť nám neznámo z knih dějepisných, že Čech, Lech a Rus, tré bratří, kteří původu byli Illyrského neb Slavonského, kolem léta Páně 500 s velikým a nesčetným vojskem v Sarmatské krajiny, toho času opuštěné, nevzdělané a neobydlené, přišli, tam základy tří říší, České, Polské a Ruské položili.
Neboť Čech s osadníky svými Čechy, spolu s obojí Lužicí, Lech zemi Polskou na Visle, jižto obyvatelé dnes po úrodnosti a plochosti polí Polany se zovou, Rus zemi kolem Moskvy osadil.

## Legenda o státním znaku Polska
Znakem Polska je stříbrná, jednohlavá orlice na červeném pozadí se zlatou korunou. Nyní je umístěná ve štítu francouzského novodobého tvaru.
Dle legendy zakladatel státu Polanů Lech v okolí Poznaně k večeru uviděl veliké hnízdo na stromě. V tomto byl bílý orel s dvěma mláďaty. Když se Lech na něj díval, tento roztáhl křídla, za kterými hořelo červené nebe při západu slunce. Lechovi se to zalíbilo a rozhodl se tam usídlit, orla si dal do znaku a ono místo na památku této události nazval Hnězdno (polsky: Gniezno, od slova hnízdo, pol. gniazdo).

## Ukázka z Hájkovy Kroniky české
…Lech kniže, mladší bratr Čechuov, maje velikú čeled pod svú správú, umínil se osaditi na východ slunce a té vší krajiny bratru svému staršímu postúpiti. Oblíbiv sobě místo jedno, od bratra i ode všech odpuštění vzav a přátelsky se s ními rozžehnav, tam se obrátil. Oni pak, ač nerádi, jej sú propustili, snážně jeho prosíce, aby daleko od ních neodcházel proto, jestliže by kdy ruka nepřátelská chtěla jím uškoditi, aby jim jako své rodině pomocníkem byl. A on k ním pověděl: „Bratří milí i všickni přátelé, třetího dne, dřív než dennice vzejde, vstupte na Zřip a já toho času v lese oheň nesmírný učiním, a kdež uzříte blesk ohně a dýmu kouření, tu znajte mé osazení.“ A tu hned toho času počal jest města stavěti a velikými valy kázal osypati a od toho kouření dal jemu jméno Kouřim.
Václav Hájek z Libočan: Kronika česká